# Epirinus obtusus
Epirinus obtusus là một loài bọ cánh cứng trong họ Bọ hung (Scarabaeidae).